# Thibault Le Rol

Thibault Le Rol, né à Saint-Nazaire, est un journaliste sportif et un présentateur français.